# Ruta dels colls alpins
La Ruta dels colls alpins és un camí de senderisme de llarga distància que travessa els Alps a Suïssa, part de la Ruta Alpina. Comença a Sargans a la Suïssa oriental, i travessa el cor de país en direcció oest per acabar a Montreux a la riba del Llac Léman. La ruta total fa més de 325 quilòmetres i travessa 16 ports de muntanya, prenent 15 dies o més per ser completada a peu.

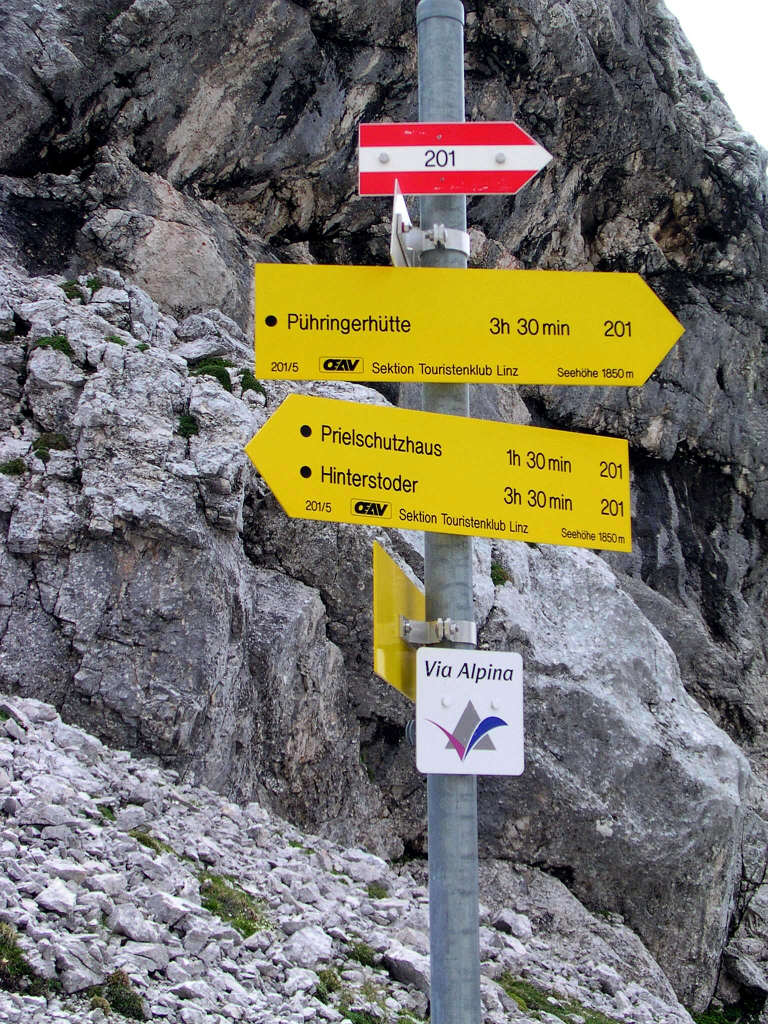
Senyals de la Via Alpina

## La ruta

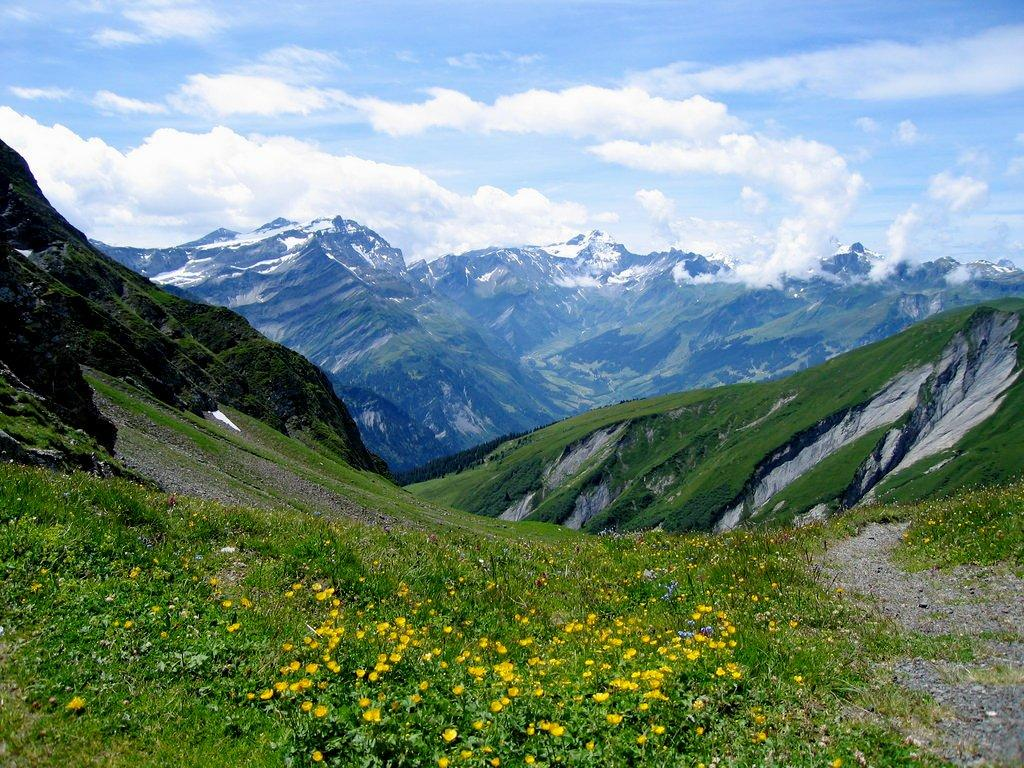
Vista cap a Glarus des del coll de Foo entre els cantons de Glarus i St. Gallen

Hi ha diverses variacions de la ruta, però les etapes indicades a sota són força estàndards. La ruta alpina verda segueix la carretera nacional suïssa núm. 1 (anteriorment coneguda com la ruta dels ports alpins de Suïssa) de Sargans a Lenk, sent estesa 4 ports més enllà fins a Montreux.
- Des de Sargans travessant el coll de Foo a Elm
- Travessant el coll Richetli a Linthal
- Travessant el coll Klausen a Flüelen
- Travessant el coll Surenen a Engelberg
- Travessant el coll Joch a Meiringen
- Travessant el coll Grosse Scheidegg a Grindelwald
- Travessant el coll Kleine Scheidegg a Lauterbrunnen

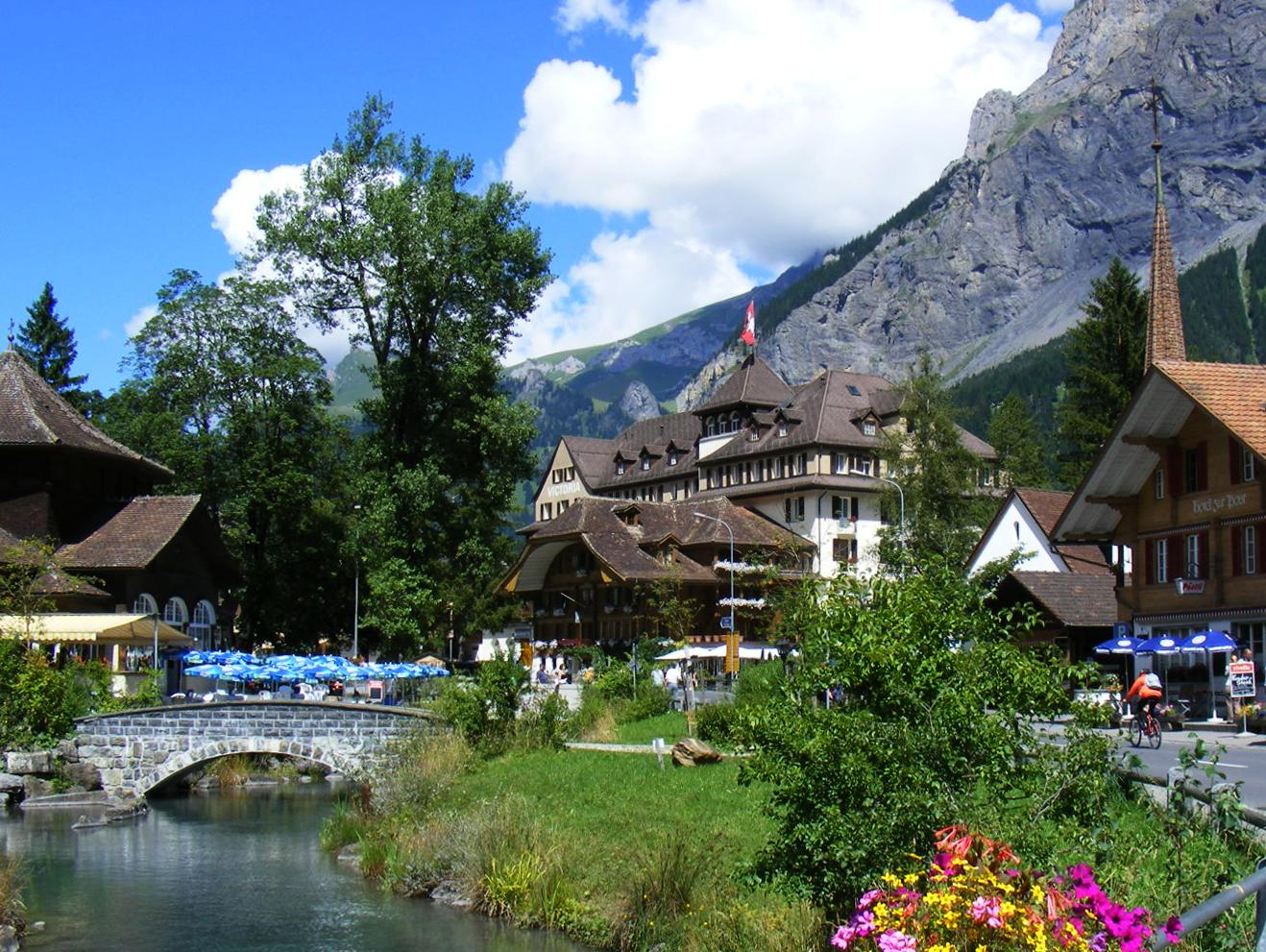
Kandersteg, poble turístic a l'Oberland bernès

- Travessant el coll Sefinenfurgge a Griesalp
- Travessant el coll Hohtürli a Kandersteg
- Travessant el coll Bunderchrinde a Adelboden
- Travessant el coll Hahnenmoos a Lenk
- Travessant el coll Trütlisberg a Lauenen
- Travessant el coll Krinne a Gsteig
- Travessant el coll dels Andérets a coll dels Molses
- Travessant el coll de Chaude a Montreux

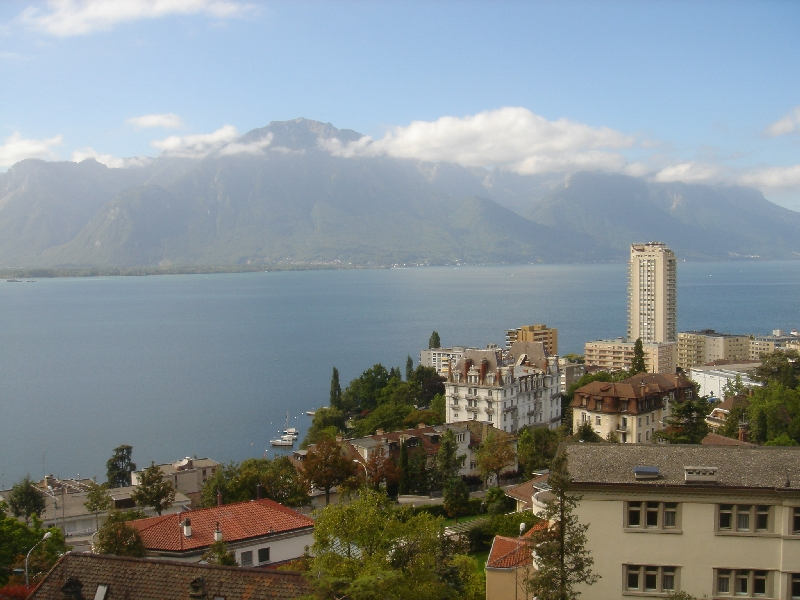
Montreux i el Llac de Léman

La part central de la ruta a través de l'Oberland bernès és la més espectacular i molts senderistes trien els colls d'aquesta zona en comptes de fer la ruta sencera. Les connexions de transport excel·lents ofereixen moltes possibilitats per a tallar el trajecte.

## Senyalitzacions
La ruta està ben senyalitzada amb la majoria dels signes indicant el nom del coll o ciutat més pròxim. Cada cop més, la placa verda "Via Alpina" està sent introduïda als senyals del que s'anomena la ruta número 1. 